# Fête de l'ours de Saint-Laurent-de-Cerdans
La fête de l’ours de Saint-Laurent-de-Cerdans (Festa de l'Os de Sant Llorenç de Cerdans, en catalan) ou chasse à l'ours (Caça de l'os, en catalan) est une pratique festive se déroulant annuellement au moment du carnaval à Saint-Laurent-de-Cerdans (Pyrénées-Orientales, Catalogne). 
La fête de l'ours de Saint-Laurent-de-Cerdans est inscrite à l'Inventaire du patrimoine culturel immatériel en France dans le cadre de la pratique des "Fêtes de l'ours du Haut-Vallespir".
En 2021, les trois fêtes de l'ours en Vallespir sont annulées en raison de la pandémie de Covid-19 en France.
Le 29 novembre 2022, les fêtes de l'ours dans les Pyrénées d'Andorre et de France sont inscrites au Patrimoine culturel immatériel de l'UNESCO.

## Description de la fête
La fête illustre la capture de l’ours Martí dans les rues de Saint-Laurent-de-Cerdans, au milieu de la foule encore déguisée de ses costumes de carnaval. En effet, cette fête intervient en clôture des fêtes carnavalesques laurentines, qui se déroulent sur trois jours. 
Le vendredi ouvre le cycle avec un repars-spectacle réunissant toute la commune et la remise de la patte d’ours par le maire de Prats-de-Mollo-la-Preste. Le samedi est rythmé par la fête de l’ours des enfants et le défilé du carnaval. Le dimanche a lieu la chasse à l’ours. Au cours de la chasse, l’animal tente d’échapper au meneur, qui le retient enchainé. Il court alors attraper des jeunes filles, en référence aux légendes de l’ours s’accouplant avec les jeunes filles. À chaque nouvelle capture, le meneur récite le Prèdica, récit en catalan septentrional qui vante sa capture de l’ours. Une fois arrivés dans le quartier du Syndicat, la fête se termine et l’ours est rasé. De nombreux personnages gravitent atour de ces scènes : les chasseurs, la Monaca, les Escalfadors (couple du Vieux et de la Vieille), les Botifarrons et le groupe des Figueretes.

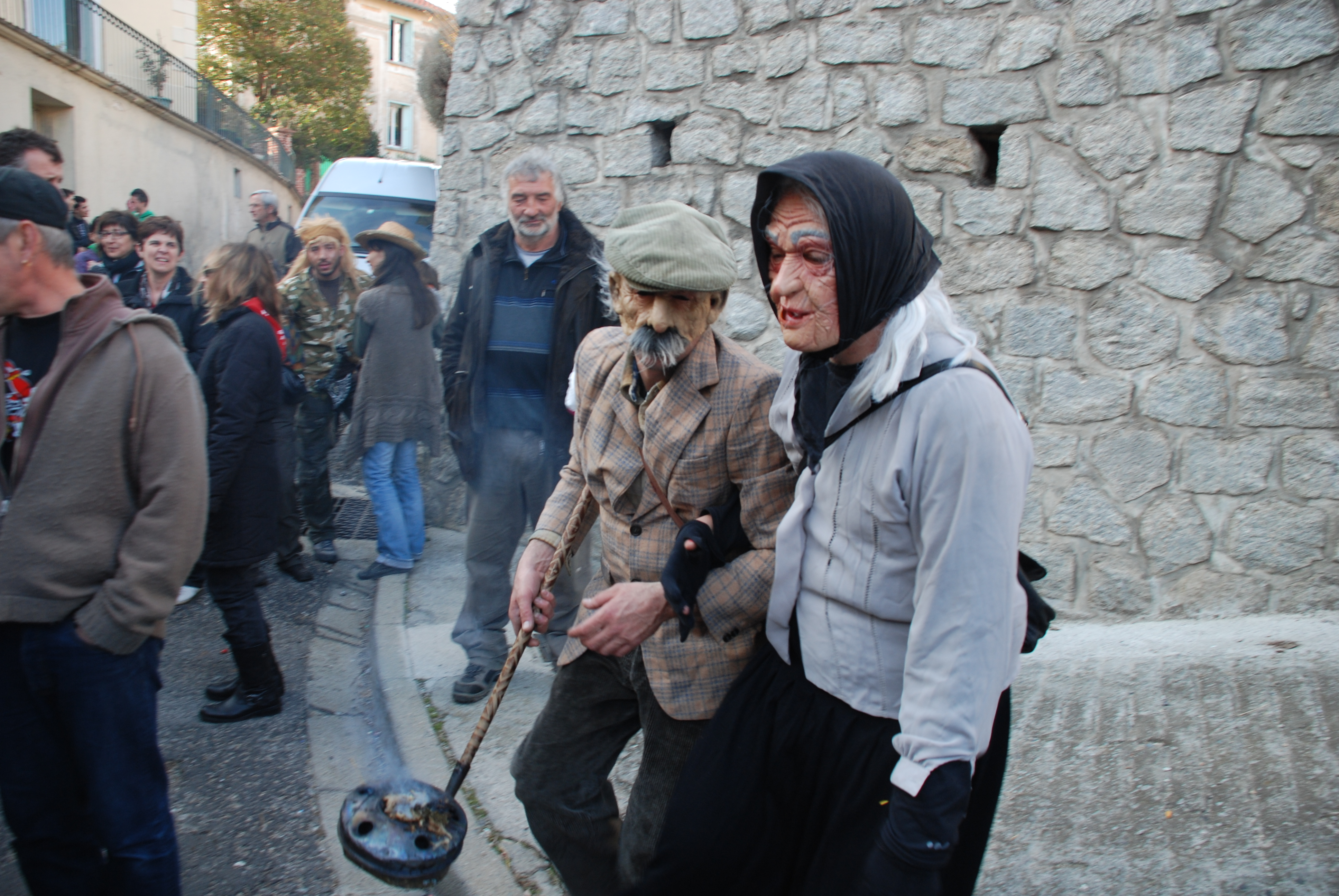
Le Vell et la Vella

## Déroulement de la chasse à l'ours
- Vers 14h commence l’habillage de l’Ours et de la Monaca. Le personnage est recouvert d’une vraie peau d’ours, gueule ouverte sur son visage noirci. La Monaca est un personnage porteur de son double de chiffon.
- Vers 15h, l’Ours fait son apparition en ville, mais est vite rattrapé par les chasseurs et enchainé par le Meneur, qui le traîne sur une place. Il est alors entouré par les chasseurs et les jeunes et présenté aux spectateurs. Pendant ce temps, le Meneur récite en langue catalane son Prèdica, en affichant fièrement sa réussite. La scène se déroule en musique, avec des airs traditionnels. Mais l’Ours parvient à s’échapper. C’est la débandade dans la ville : l’Ours parcourt la foule, attrape des jeunes filles, est lui-même attrapé, s’enfuit à nouveau, le tout au milieu des cris de la foule et de la musique des bandas.

Au milieu de ce désordre, on retrouve la Monaca, qui donne des coups de bras et de pied avec son double de chiffon, les Escalfadors, un couple d’hommes déguisés en Vieux et Vieille (el Vell i la Vella), portant un chauffe-lit dans lequel ils font brûler du poil de cochon et qu’ils passent sous les jupes des femmes. Les Botifarrons quant à eux sont vêtus de blanc, visage fariné et parcourent les rues afin de barbouiller les jeunes filles d’un mélange de boudin noir et de muscat. Mais les Figueretes, groupe de filles, sont là pour défendre la gent féminine. Elles s’attaquent à la foule avec un mélange de figues et de muscat.
Ces scènes suivent un parcours précis, ponctué de onze arrêts où la scène initiale du Prèdica est jouée. 
La chasse se termine sur la place du Syndicat. Les chasseurs forment un cercle dans lequel se trouvent l’Ours, la Monaca et le Meneur, muni d’une hache. Il récite une dernière fois son Prèdica et procède au rasage de la bête. Puis la hache s’abat une dernière fois sur l’animal, qui s’effondre. La musique baisse et finalement s’arrête. Des chasseurs s’approchent de l’Ours, le relèvent, et révèlent son visage à la foule qui l’acclame. L’homme qui remplace désormais l’ours part alors chercher une femme dans la foule (en général la sienne) et danse un paso doble. Les autres protagonistes et les spectateurs finissent par le rejoindre. 
Le week-end festif se termine par la crémation de sa majesté Carnaval à la tombée de la nuit.

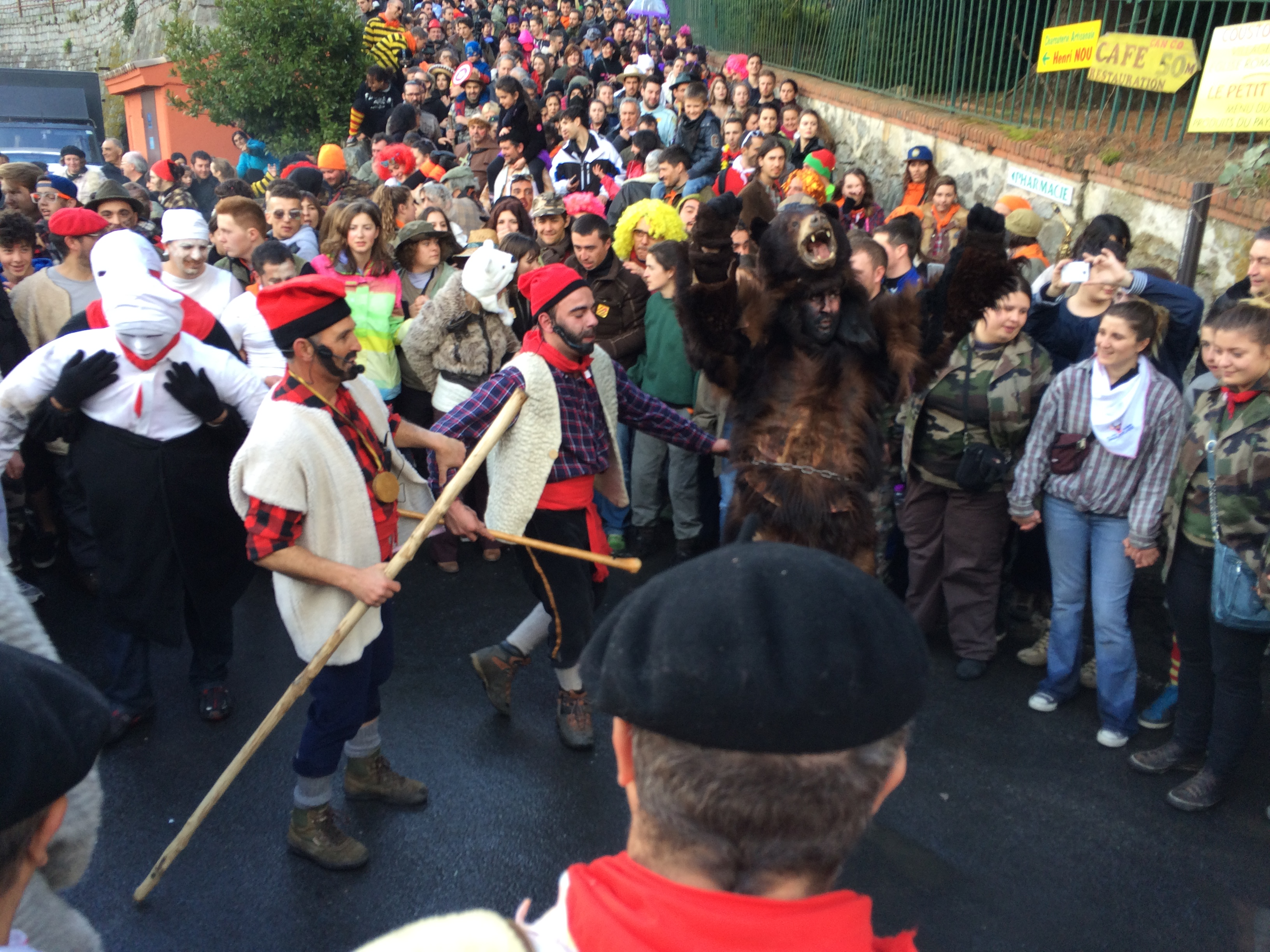
Le Menaire, l'Ours Martí et la Monaca